# Аматов, Жаныбек Женишбекович
Жаныбе́к Женишбе́кович Ама́тов (род. 22 апреля 1989, Кызыл-Кыя, Ошская область) — киргизский самбист и боец смешанного стиля. В боевом самбо четыре раза становился бронзовым призёром чемпионатов мира, является чемпионом Азии, мастер спорта международного класса. В профессиональном ММА известен по участию в турнирах таких организаций как M-1 Global, Eurasia Fight Nights, ProFC, Alash Pride и др.

## Биография
Жаныбек Аматов родился 22 апреля 1989 года в городе Кызыл-Кия. Активно заниматься единоборствами начал с раннего детства, проходил подготовку в местном клубе «Жаш куч» под руководством тренера Замира Сыргабаева.
Начиная с 2008 года, входит в основной состав национальной сборной Кыргызстана по боевому самбо. Первого серьёзного успеха на международном уровне добился в 2009 году, когда побывал на чемпионате мира в Салониках и привёз оттуда награду бронзового достоинства. Также был бронзовым призёром на чемпионатах мира 2014 и 2015 годов в Нарите и Касабланке соответственно. Помимо этого, имеет в послужном списке серебряную медаль, выигранную на Мемориале Харлампиева, является чемпионом Азии 2010 года. За выдающиеся спортивные достижения удостоен почётного звания «Мастер спорта Кыргызской Республики международного класса».
Помимо боевого самбо, с 2009 года Аматов выступает в профессиональном ММА. Участвовал в турнирах таких организаций как M-1 Global, Fight Nights, ProFC, Alash Pride, WEF и др. В 2012 году был участником бойцовского реалити-шоу M-1 Fighter. На профессиональном уровне встречался с такими известными бойцами как Магомед Алиев, Александр Бутенко, Шамиль Завуров, хотя большинство поединков всё же проиграл.
В сентябре 2017 года занял первое место на турнире по боевому самбо на Азиатских играх в помещениях и по боевым искусствам в Ашхабаде.
По собственному признанию, стремится драться в сильнейших лигах США и считает, что все у него впереди.

## Статистика в профессиональном ММА
| Боёв 10  | Побед 2 | Поражений 8 |
| -------- | ------- | ----------- |
| Нокаутом | 2       | 2           |
| Сдачей   | 0       | 4           |
| Решением | 0       | 2           |

| Результат | Рекорд | Соперник          | Способ               | Турнир                             | Дата            | Раунд | Время | Место                   | Примечание |
| --------- | ------ | ----------------- | -------------------- | ---------------------------------- | --------------- | ----- | ----- | ----------------------- | ---------- |
| Поражение | 2-8    | Мирас Шантасов    | Сдача (рычаг локтя)  | JFC 2016 Fight Night               | 15 октября 2016 | 1     | 1:40  | Бишкек, Кыргызстан      |            |
| Поражение | 2-7    | Артём Резников    | Сдача (север-юг)     | Alash Pride: Royal Plaza Volume 5  | 30 апреля 2015  | 1     | 1:22  | Алмата, Казахстан       |            |
| Победа    | 2-6    | Георгий Кекелия   | TKO (удары руками)   | World Ertaymash Federation 2       | 15 марта 2015   | 1     | 3:05  | Бишкек, Кыргызстан      |            |
| Поражение | 1-6    | Евгений Гонтарёв  | Единогласное решение | Fight Nights: Битва под Москвой 10 | 23 февраля 2013 | 2     | 5:00  | Москва, Россия          |            |
| Поражение | 1-5    | Михаил Колобегов  | Сдача (треугольник)  | ProFC 41: Octagon                  | 24 августа 2012 | 1     | 2:40  | Ростов-на-Дону, Россия  |            |
| Победа    | 1-4    | Дмитрий Булгак    | TKO (удары руками)   | Verdict Fighting Championship 1    | 11 февраля 2012 | 1     | 0:00  | Москва, Россия          |            |
| Поражение | 0-4    | Шамиль Завуров    | TKO (травма ноги)    | Fight Nights: Битва под Москвой 4  | 7 июля 2011     | 2     | 1:34  | Москва, Россия          |            |
| Поражение | 0-3    | Александр Бутенко | Сдача (рычаг локтя)  | Кубок Фёдора Емельяненко           | 22 мая 2011     | 1     | 4:28  | Нижний Новгород, Россия |            |
| Поражение | 0-2    | Магомед Алиев     | Единогласное решение | IAFC: Pankration Caucasus Cup 1    | 2 февраля 2010  | 2     | 5:00  | Россия                  |            |
| Поражение | 0-1    | Лом-Али Медиев    | TKO (удары руками)   | WAFC: Kazakhstan Pankration Cup    | 10 мая 2009     | 1     | 4:20  | Алмата, Казахстан       |            |